# Государственный строй Эсватини
Государственный строй Эсватини — абсолютная монархия, в основе которой лежат конституция, законы и обычаи народа свази. Главой государства является король, известный как Нгвеньяма (свати iNgwenyama, буквально «Лев»). В настоящее время на троне восседает король Мсвати III, который занял престол в 1986 году после смерти своего отца, короля Собхузы II, в 1982 году.
Согласно конституции Эсватини, Нгвеньяма символизирует единство и вечность нации свази. Традиционно король правит вместе со своей матерью или ее ритуальной заменой — Ндловукати (свати Ndlovukati, букв. «Слониха»). В прошлом первый считался административным главой государства, а вторая — духовным и национальным лидером, обладая реальной властью, которая уравновешивала власть короля. Однако во время долгого правления Собхузы II роль Ндловукати стала более символической.
Король назначает премьер-министра из числа законодателей, а также утверждает меньшинство законодателей в обеих палатах Либандлы (парламента) с помощью консультативного совета. Конституция наделяет короля правом назначать определённых членов парламента, представляющих особые интересы. Эти люди представляют особые группы населения, которые, возможно, не были представлены на выборах или не участвовали в них в качестве кандидатов. Их цель — обеспечить сбалансированность мнений в парламенте. К числу таких групп относятся люди разных полов, рас, с ограниченными возможностями, представители деловых кругов, гражданского общества, учёные, руководители и другие.

## Монархия
В соответствии с законами и традициями Свазиленда, монарх обладает высшей исполнительной, законодательной и судебной властью в стране. Нгвеньяма является наследственным лидером и управляет государством с помощью совета министров и национального законодательного органа.
Ндловукати, или мать короля, отвечает за национальные ритуалы и исполняет роль регента в случае, если Нгвеньяма умирает, а наследник не достиг совершеннолетия или находится в состоянии болезни. Если мать короля уже не в живых, обязанности Ндловукати может исполнять одна из его жен.
В истории Свазиленда был период, когда регентшей была не мать, а бабушка короля. Когда Собхуза II взошел на трон в качестве малолетнего наследника в 1899 году после смерти своего отца Бхуну, регентом стала его бабушка Ндловукати Лабоцибени Мдлули. Она правила до 1922 года, когда Собхуза II стал совершеннолетним, и его мать Ломава Ндвандве заняла пост Ндловукати.
В течение долгого правления Собхузы II, еще три женщины стали старшими королевами. Когда одна из них умирала, на ее место назначалась другая из числа его старших жен.
Король и королева-мать правили вместе, и так продолжалось до тех пор, пока не пришёл к власти Собхуза II. До колонизации старшая королева выступала в роли противовеса королевской власти, осуществляя прямой контроль над некоторыми вооружёнными силами, а также над лекарствами и обрядами, которые должны были вызывать дождь. Она также играла ключевую роль в ежегодном национальном ритуале Нквала, который связывал судьбы короля и нации воедино.
Однако политика Великобритании и мощная личность Собхузы II во время его долгого правления привели к тому, что власть перешла к королю, а не к старшей королеве.
В период напряжённой борьбы за трон, последовавшей за смертью Собхузы II, Ндловукати получал поддержку от принца Созиса Дламини, который занимал новую должность уполномоченного лица в Либандле (Парламенте). Однако вскоре его свергли, и Ндловукати стал матерью наследника престола, ныне короля Мсвати III, ещё до его полного восхождения на трон.
Впоследствии конституция была пересмотрена, чтобы обеспечить более справедливое распределение власти. Теперь, если регент и уполномоченное лицо не могут прийти к согласию по какому-либо вопросу, он передаётся на рассмотрение бантфвабенкхоси (князей) и вождей.
Согласно новой конституции, король также является главнокомандующим силами обороны и комиссаром полиции. И он, и королева-мать обладают юридическим иммунитетом.

## Органы власти
На практике власть монарха в Эсватини осуществляется через дуалистическую систему, которая включает в себя современный законодательный орган и кабинет министров, а также менее формальные традиционные правительственные структуры.
В настоящее время парламент Эсватини состоит из двух палат:
- Палата собрания, состоящая из 76 мест[2], генеральный прокурор занимает свой пост по должности, 10 назначаются королем, а остальные избираются народом, в том числе по четыре женщины от каждого административного региона.
- Сенат, состоящий из 31 места[2], из которых 20 назначаются королем, а остальные — нижней палатой, причем не менее половины из назначаемых должны составлять женщины.